# 马卡潘斯盖
马卡潘斯盖（英語：Makapansgat），或马卡潘谷世界遗产（英語：Makapan Valley world heritage site），是一处考古遗址，位于南非林波波省莫科帕內东北部的马卡潘斯盖与 Zwartkrans 谷。它是一处重要的古生物遗址，其石灰考古发掘场曾出现过拥有南方古猿特征的沉淀物，距今260万到300万年前。整个马卡潘谷已收入南非国家遗产名录当中，是人类摇篮的一部分。